# Behemoth (musikgrupp)
Behemoth är ett black metal-band från Gdańsk i Polen som grundades 1991 av Adam ”Nergal” Darski. Debutalbumet Sventevith (Storming Near the Baltic) gavs ut 1995. Behemoth har sedan bandets bildande erhållit omdömet som ett av de mest betydelsefulla extreme metal-bandet från Polen. Bandets musikstil har med tiden ändrats från black metal mot ett mer death metal-betonat sound, ibland benämnt blackened death metal. Bandets grundare och frontperson är sångaren och gitarristen Adam "Nergal" Darski, som också skriver all musik och de flesta texter till bandets låtar, samt är producent för det mesta av innehållet i Behemoths skivutgivning. Namnet Behemoth kommer från ett mytologiskt djur ur den judisk-kristna mytologin. Behemoths senaste, tionde studioalbum, I Loved You At Your Darkest, gavs ut 2018.

## Historia
Behemoth bildades 1991 som ett rent black metal-band men har under åren utvecklat sin musik mot ett mer death metal-ljudande sound, ofta kallat blackened death metal och ses idag som ett av Polens främsta extreme metal-band tillsammans med grupper som Vader, Decapitated, Vesania och Hate.

### Bildandet,SventevithochGrom(1991–1996)

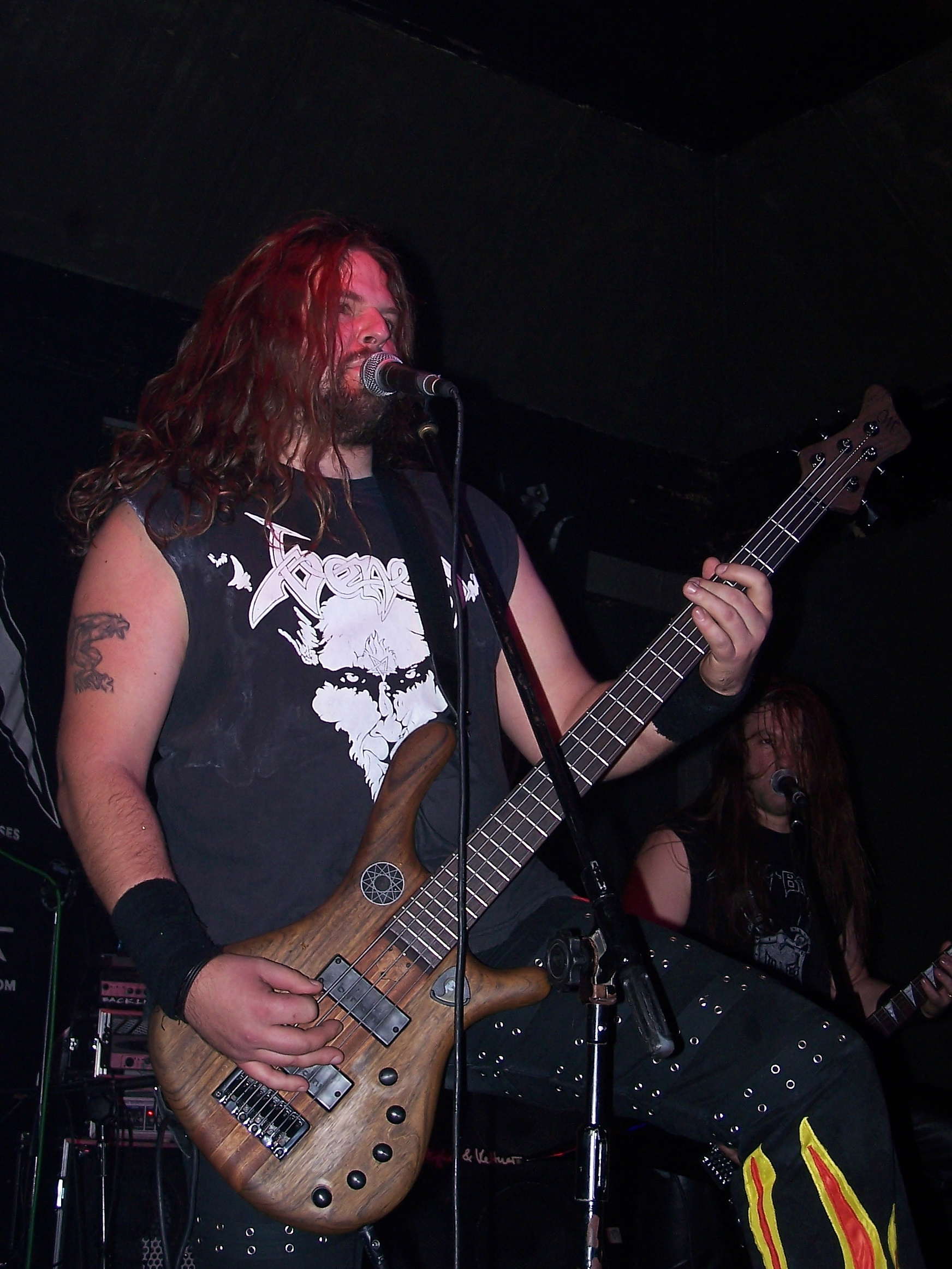
Baal, trummis 1991-1996, här med Hell-Born i Katowice 2006

Bandet bildades av Adam "Nergal" Darski som har varit bandets sångare, gitarrist och låtskrivare alltsedan dess. Bandet gav ut sin första demo Endless Damnation i december 1992. Den spelades in i en källare i 12 Secondary School i Gdańsk och Behemoth bestod då av Adam Darski under pseudonymen "Holocausto" på sång, Adam "Baal" Muraszko under pseudonymen "Sodomizer" på trummor, samt gitarristen Adam "Desecrator" Malinowski.
Året därpå utgavs The Return of the Northern Moon där även Rob Darken från Graveland medverkar på keyboard. Demon gavs även ut som vinyl-LP av tyska Last Epitaph 1995. En tredje demokassett, ...From the Pagan Vastlands, släpptes också 1993. Förutom Nergal och Baal bidrar på den även "Frost" (Rafa Bauer) på gitarr, "S. K." på bas och keyboardisten Czarek Morawski. Demon avslutas med en cover av Mayhems Deathcrush. Även denna inspelning återutgavs 1995, och då på cd, av Wild Rags i USA och Nazgul's Eyrie i Europa.
Behemoth skrev kontrakt med Entropy Productions som gav ut EP:n And the Forests Dream Eternally i augusti 1994. De fem låtarna på skivan släpptes även 1997, av Last Episode, i en split med likaledes fem låtar av Damnation, And the Forests Dream Eternally / Forbidden Spaces. EP:n återutgavs 2005 med de tre låtarna från 1997 års EP Bewitching the Pomerania som bonusspår. Nästa inspelning ägde rum i Warrior Studios i december 1994 och bandets fullängdsdebut Sventevith (Storming Near the Baltic) släpptes på cd 1995 av Pagan Records och som vinyl-LP året därpå via Last Epitaph. På detta album består bandet endast av Nergal på bas, gitarr och sång, samt Baal på trummor. Czarek Morawski, bidrar med keyboard på vissa låtar.

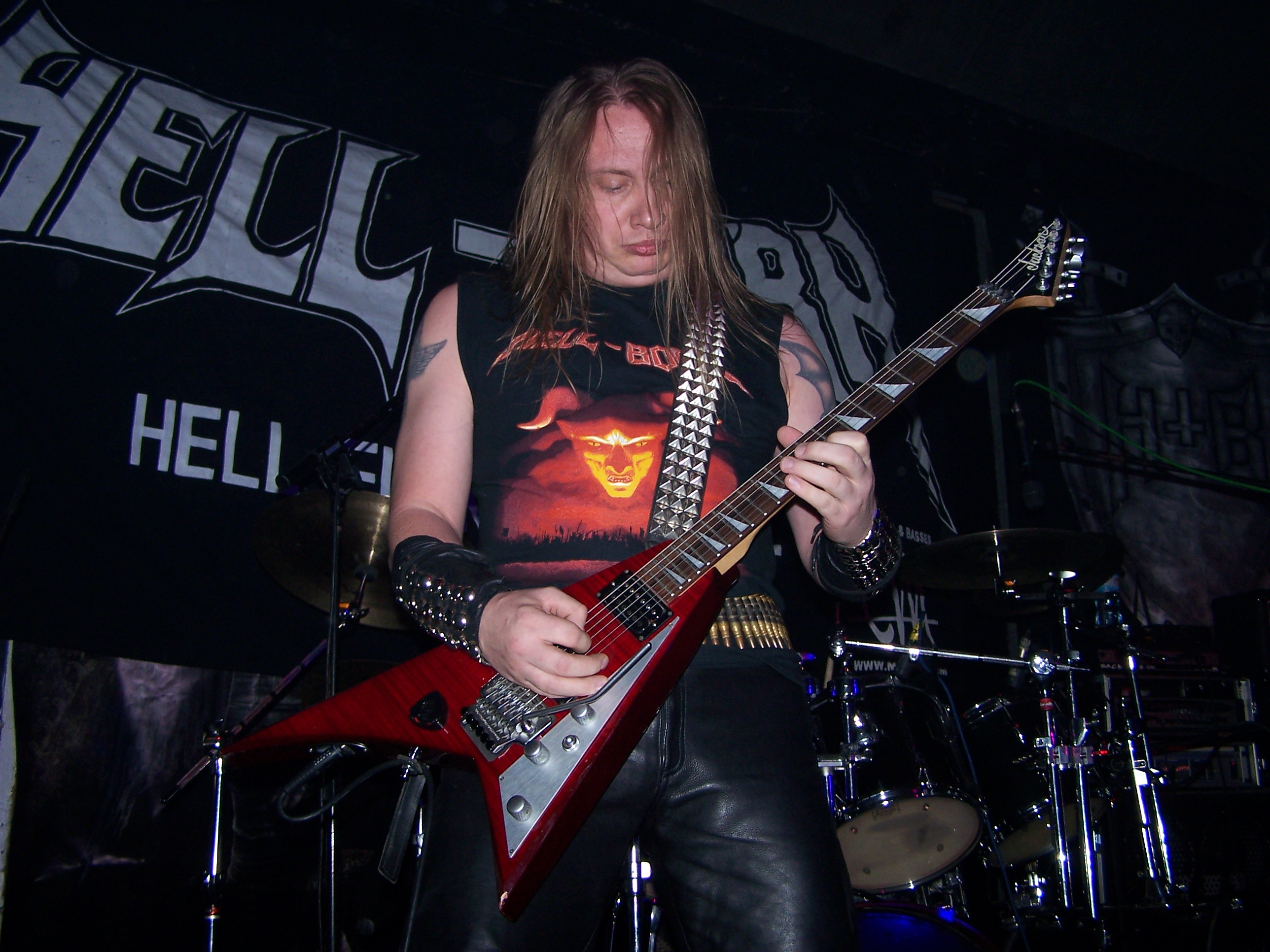
Les, gitarrist 1996 & 1998-1999, här med Hell-Born i Katowice 2006

Det andra fullängdsalbumet, Grom, spelades in december 1995 i Warrior studio
och gavs ut av Solistitium Records i januari 1996. Nergal och Baal har här fått sällskap med basisten Leszek "Les" Dziegielwski. Sessionsmusiker är P. Weltrowski på syntesizer och Celina på sång. Albumet återutgavs av Century Media 2005.

### Pandemonic IncantationsochSatanica(1997–1999)
Trummisen Baal formade black/death/thrash metal-bandet Hell-Born, först som ett sidoprojekt, tillsammans med gitarristen Les. Bandet gav ut den självbetitlade EP:n Hell-Born i september 1996. Baal, som sedermera blev Hell-Borns sångare och basist, lämnade därefter Behemoth och ny trummis blev Zbigniew Robert "Inferno" Promiński. Det första utgåvan med Inferno som trummis var trespårs-EP:n Bewitching the Pomerania, inspelad i P.J. studio och utgiven av Solistitium Records 1997. 
Bandets tredje fullängdsalbum, och det första med Inferno, spelades in i Selani Studio under augusti–september 1997. Pandemonic Incantations gavs ut i mars 1998 och utöver Inferno och Nergal medverkar "Mefisto" på bas och Piotr Weltrowski på synth. Efter åtta låtar följer 57 spår av tystnad innan plattan avslutas med spår nummer 66, Outro. Spår åtta är på den polska utgåvan låten Chwała Mordercom Wojciecha (997-1997 Dziesięć Wieków Hańby), medan den internationella utgåvan istället har With Spell of Inferno som åttonde låt.
Behemoth skrev nu kontrakt med det italienska skivbolaget Avantgarde Music samtidigt som bandet på det nästkommande albumet Satanica alltmer lämnade sitt tidigare black metal-sound och drog sig mot death metal. Satanica spelades in i Starcraft Stimulation Studios och släpptes i oktober 1999. Även på detta album finns dolda spår, nämligen spåren nummer 33 och 93. En begränsad upplaga innehållande en bonus-cd med liveinspelningar från ett framträdande i Strasbourg, Frankrike i februari 1999 gavs också ut.

### Thelema.6ochZos Kia Cultus(2000–2002)

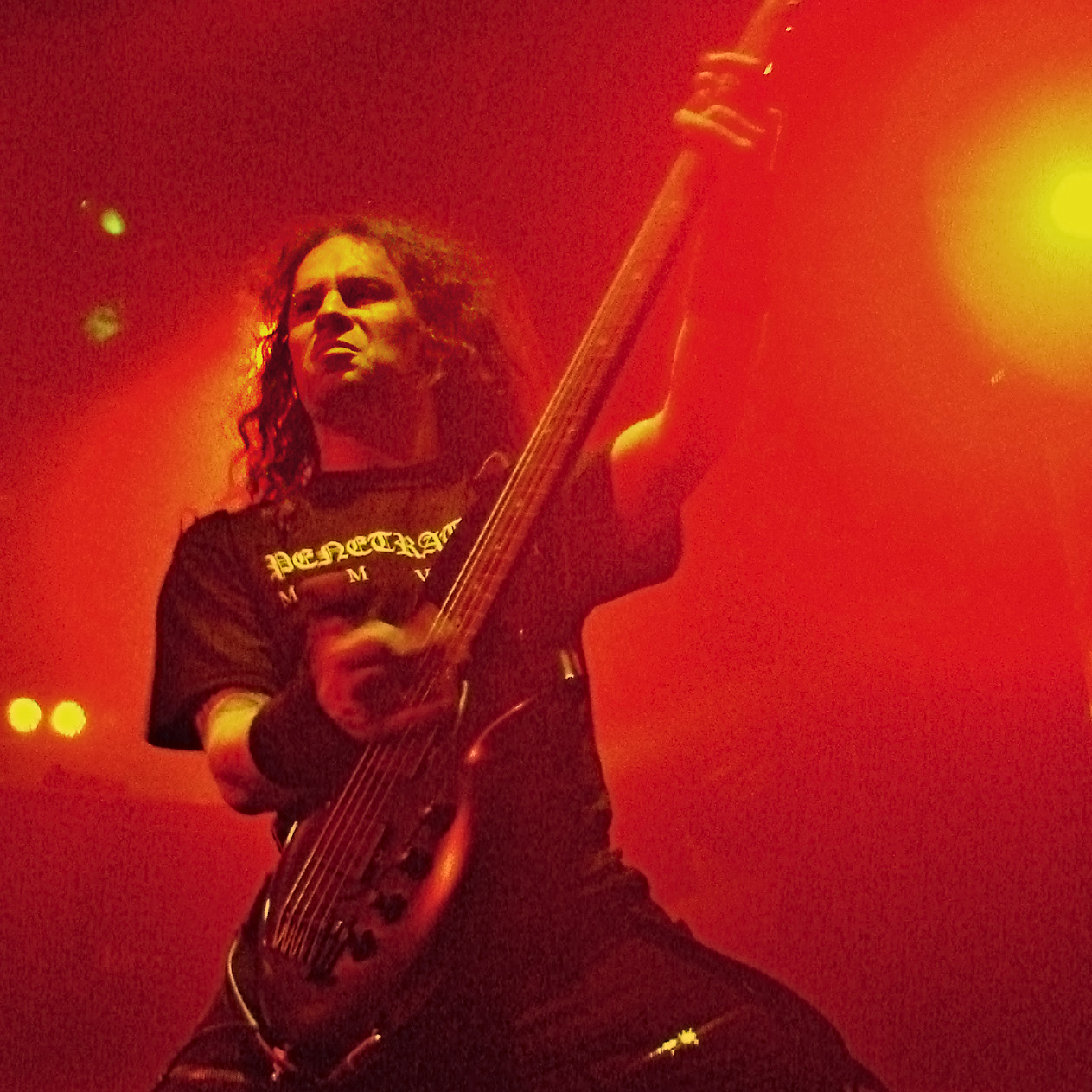
Novy, basist 2000-2003, här med Vader i Paris 2008

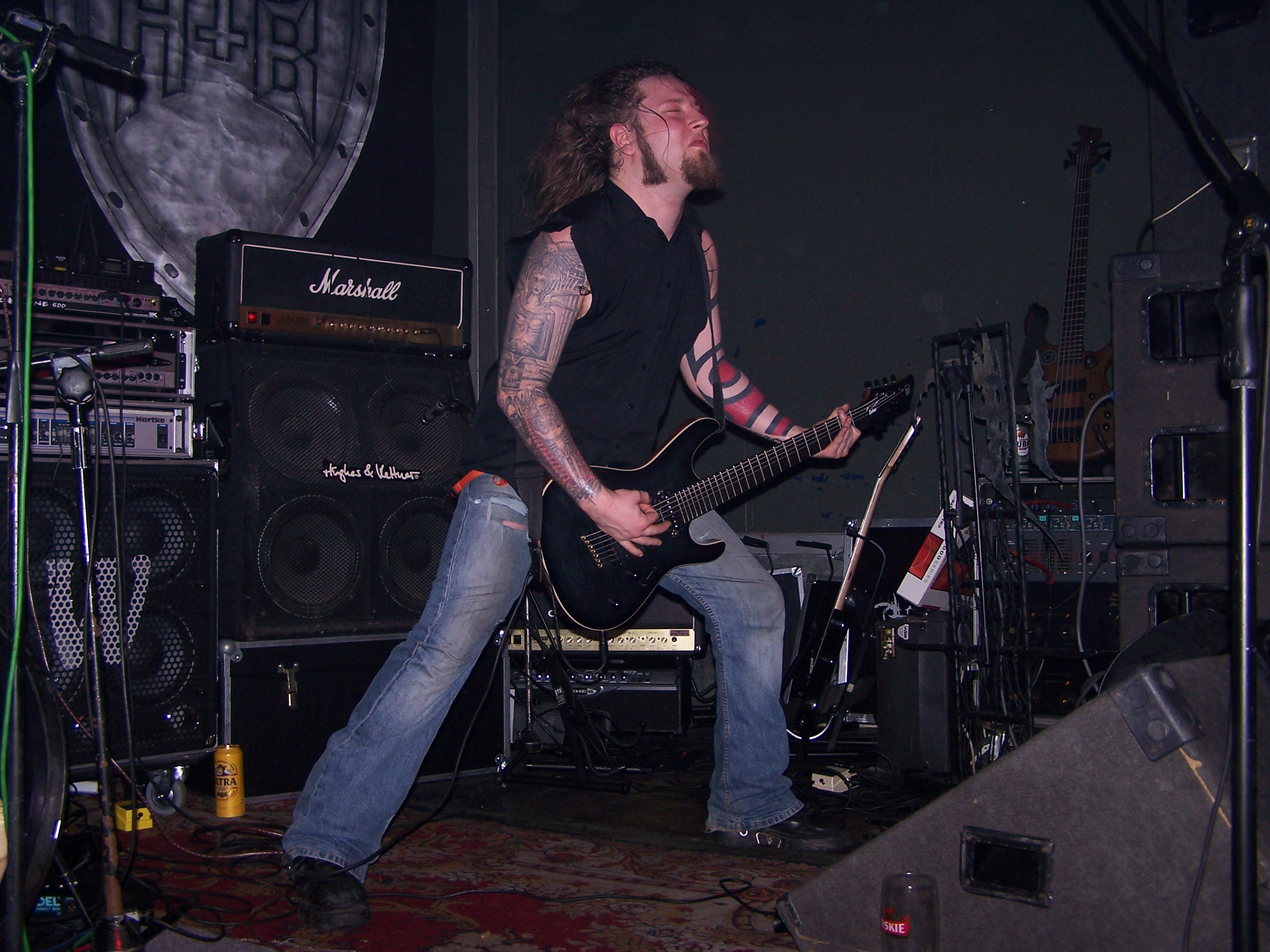
Havok, gitarrist 2000-2004, här med Blindead i Katowice 2006

Under år 2000 gav Metal Mind ut Behemoths första video, Live Eschaton: The Art of Rebellion på VHS, innehållande en upptagning av en konsert samt biografier över bandmedlemmarna och en intervju med Nergal. Videon återutgavs på DVD år 2002 men utan bandets godkännande, samt återigen i april 2009. 
Mateusz Maurycy "Havok" Śmierzchalski och Marcin "Novy" Nowak hade nu blivit medlemmar i bandet och spelar gitarr respektive bas på konsertvideon och även på nästa skivutgåva. Inspelningen av Thelema.6 skedde i Hendrix studios i juli-augusti 2000 och albumet gavs ut av Avantgarde Music i november samma år. Efter att Nergal tidigare skrivit nästan all text och musik själv, delar han här textskapandet i en del låtar med poeten och ockultisten Krzysztof Azarewicz. Gästmusiker på syntesizer är Maciej Niedzielski. På den begränsade digipack-utgåvan finns fyra bonusspår, bland annat en cover på David Bowies Hello Spaceboy. I december turnerade Behemoth i Europa tillsammans med Enslaved, Morbid Angel, The Crown, Hypnos och Dying Fetus.
Behemoth släppte EP:n Antichristian Phenomenon 2001. Skivan består av åtta spår varav de fem första spelades in samtidigt som inspelningen av låtarna till Thelema.6. Spår sex är en Morbid Angel-cover, Day of Suffering, och spår sju en cover av Mayhems Carnage, inspelad i Starcraft Stimulation Studios 1999. En video till Christians To The Lions, producerad av Roman Przylipiak, avslutade EP:n.
Nästkommande fullängdsalbum, Zos Kia Cultus (Here and Beyond) gavs ut av Avantgarde Music i november 2002 i Europa och av Olympic Recordings i USA. En begränsad upplaga på 500 exemplar i vinyl gavs ut av Osmose Productions. Under december genomförde Behemoth en turné i hemlandet med det svenska thrash metal-bandet Darkane som support.

### DemigodochThe Apostasy(2003–2007)
Behemoth blev alltmer aktivt som liveband och de första konserterna i USA genomfördes under april 2003, som en del av turnén Coalition for Muzikal Armageddon tillsammans med Deicide, Amon Amarth, Vehemence och Revenge. Bandet deltog under delar av Metal Gods-turnén med Halford, Testament och Primal Fear, för att sedan följa upp med UnNatural Born Killers-turnén med bland andra Six Feet Under och The Black Dahlia Murder.

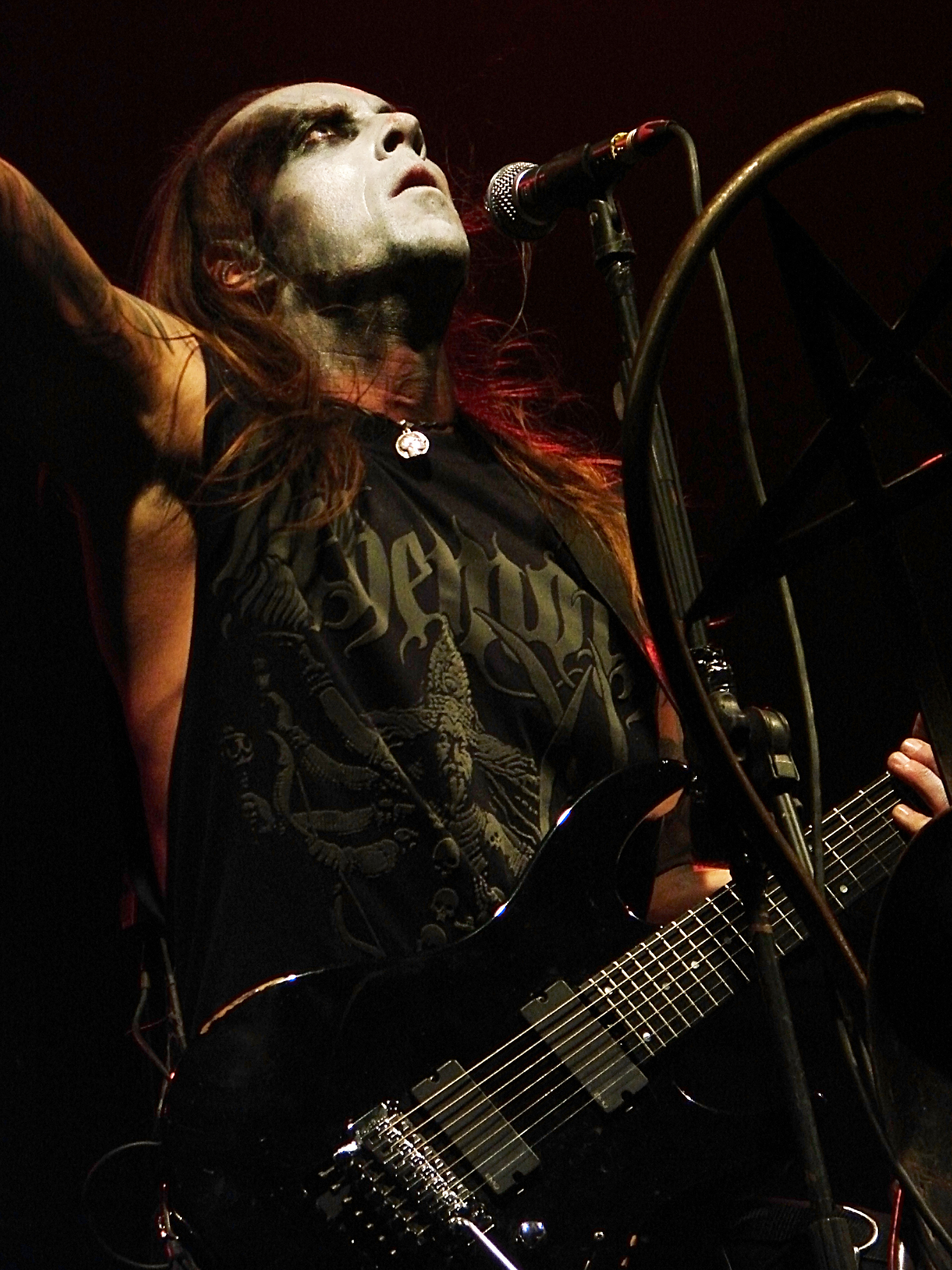
Nergal 2007

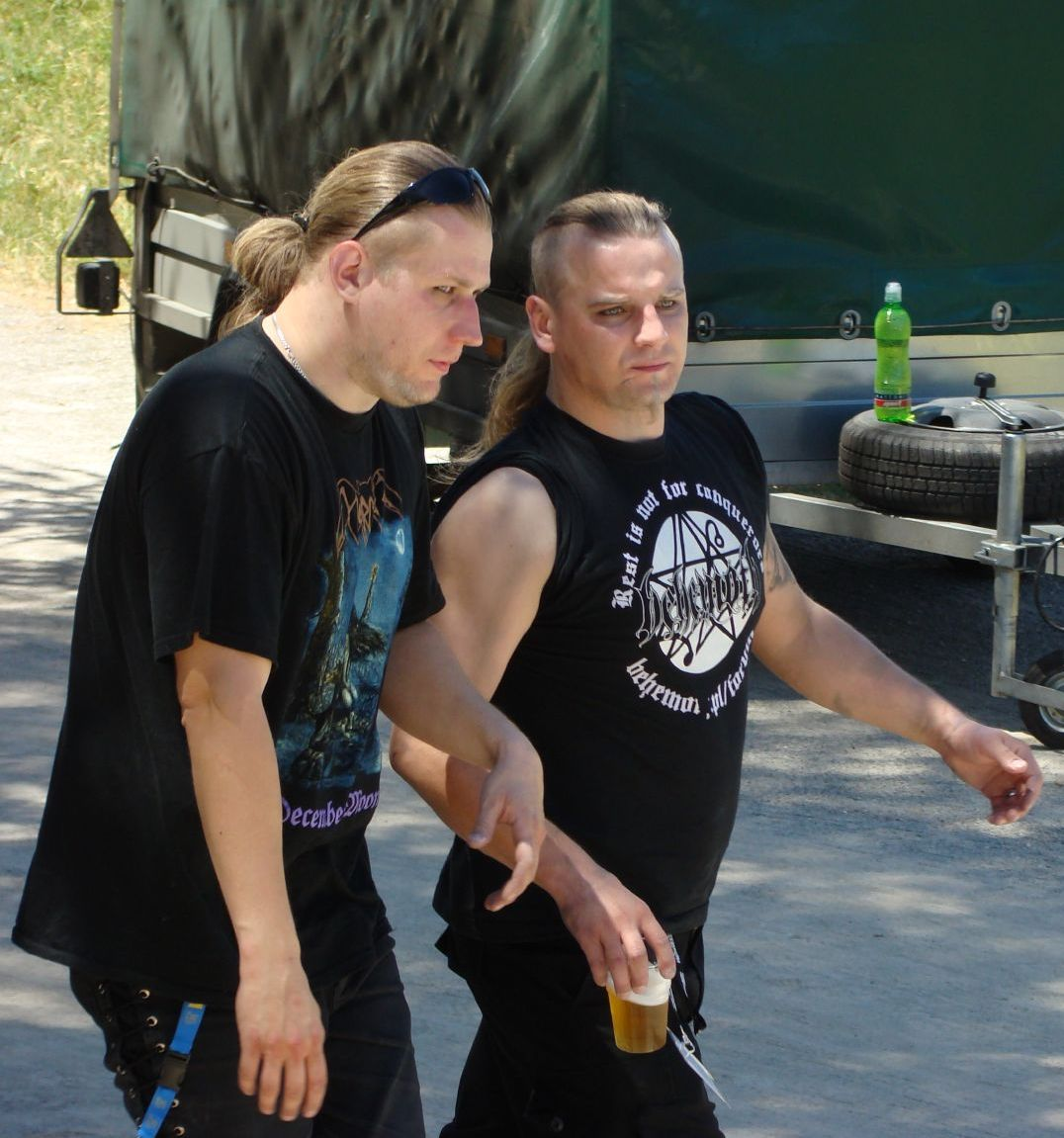
Inferno och Seth, 2007

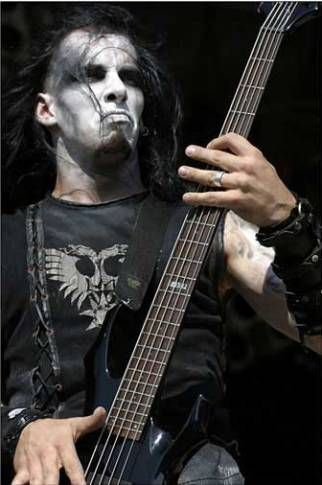
Orion 2005

En samlingsbox med bandets tidiga album gavs ut av Metal Mind Records i maj 2003, men den är inte sanktionerad av bandet. Boxen, kallad Historica, innehåller låtarna från albumen And the Forests Dream Eternally, Sventevith, Grom, Pandemonic Incantations och Live in Krakow. Den gavs också ut som en box med fem vinylskivor, i februari 2004.
I september 2003 släpptes via Regain Records en EP kallad Conjuration med några låtar som spelats in under samma studioperiod som Zos Kia Cultus, samt några live-upptagningar. Den amerikanska utgåvan innehåller även live-spåren From the Pagan Vastlands, Lam och Satan's Sword (I Have Become). Denna utgåva släpptes av Olympic Recordings.
Behemoth inledde inspelningen av nästa fullängdsalbum i Hendrix Studios under våren 2004 och albumet Demigod gavs ut 25 oktober 2004. Albumet innefattar ett gitarrsolo av Karl Sanders från Nile på låten XUL och körpartier av Academic Male Choir från Lublin på spåren Sculpting the Throne Ov Seth och The Reign Ov Shemsu Hor. Albumet gavs ut av Regain Records i Europa, Mystic Production i Polen, Raven Music i Israel, Irond i Ryssland och i USA av Olympic Recordings 25 januari 2005. En video spelades in till låten Conquer All med Joanna Rechnio som regissör. Albumet placerade sig som nummer 15 på den polska försäljningslistan.
En dubbel-DVD, Crush.Fukk.Create: Requiem for Generation Armageddon, gavs ut av Regain Records 6 september 2004. Den innehåller inspelning av två kompletta konserter, från Party San-festivalen 2003 och Mystic festival från 2001, kompletterad med dokumentärmaterial och musikvideor.
I början av 2005 turnerade bandet i USA, först tillsammans med Suffocation och Soilent Green, senare med Cattle Decapitation och Devilinside. Som huvudband turnerade Behemoth i Polen med Pandemonium och Frontside som support och i mars var svenska In Battle förband under Europaturnén Hate Means Heate. Behemoth uppträdde på Sweden Rock Festival och senare under sommaren var bandet åter i USA med ett antal spelningar tillsammans med King Diamond, Nile och Black Dahlia Murder. Därefter vidtog turnén Blackest of the Black med Danzig som huvudakt och bland andra Chimaira, Himsa och Mortiis. Ett antal spelningar i Kanada följdes av två konserter i Turkiet. 
EP:n Slaves Shall Serve gavs ut av Regain Records i oktober 2005 och innehåller utöver titelspåret även en ny låt, Entering the Pylon ov Light, två coverspår av The Nefilim respektive Danzig samt två liveupptagningar från spelningen på Sweden Rock Festival tidigare samma år. Efter den europeiska decemberfestivalen X-Mass turnerade bandet i april 2006 i USA med Morbid Angel, Despised Icon och Krisiun och under sommaren vidtog Sounds of the Underground-turnén. 
I juli släpptes samlingsalbumet Demonica som är en dubbel-cd med tidiga demolåtar, aldrig utgivna inspelningar och nyinspelningar av tidigt material. Boxen gavs ut i en upplaga av 10 000 exemplar som digipak med en 44-sidig booklet med foton och texter. En vinylutgåva begränsad till 525 exemplar gavs ut som en dubbel-LP.
Arbetet med ett nytt studioalbum påbörjades och skivan spelades in under november 2006 – april 2007 i Radio Gdańsk studio. Utöver bandmedlemmarna medverkar även gästsångare Warrel Dane från Nevermore på låten Inner Sanctum, Leszek Możdżer bidrar med pianospel och dessutom förekommer blåsinstrument och körsång. The Apostasy släpptes 2 juni 2007 i en vanlig utgåva och senare i en digipak-utgåva med en medföljande DVD. Albumet gav Behemoth deras första placering på amerikanska Billboard-listan med plats nummer 149. Efter utgivningen turnerade Behemoth under 2007 och 2008 över större delen av världen, i Asien, Väst- och Östeuropa, Israel, Nord- och Sydamerika samt Australien.

### Evangelion(2008–2010)
Hela 2008 fortsatte bandet att turnera, samtidigt som Nergal skrev material för ett nytt album. Våren 2009 spelade Behemoth in nytt material i Radio Gdańsk studio. Albumet Evangelion mixades i Miloco Studios i London, England av Colin Richardson som tidigare arbetat med bland annat Machine Head, Slipknot och Napalm Death. Albumet släpptes av Nuclear Blast 7 augusti 2009 i Polen och dagen därpå i resten av Europa. Den 9 augusti gavs albumet ut i Nordamerika av Metal Blade. En begränsad digipackutgåva innehåller även en DVD med bakgrundsmaterial. Liksom på de senaste två fullängdsalbumen består Behemoth av Nergal på sång och gitarr, Inferno på trummor, Orion på bas samt sesionsgitarristen Seth.
Gästmusiker på albumet är Maciej Maleńczuk som sjunger på Lucifer, Boris "Hatefrost" Kalyuzhnyy och Maciej "Manticore" Gruszka på bakgrundssång samt sitar-spelaren Tomasz "Ragaboy" Osiecki. Producent för albumet är Nergal tillsammans med bröderna Wojciech Wiesławski och Sławomir Wiesławski samt trumproducenten Daniel Bergstrand.
Den första singeln som släpptes från albumet var Ov Fire and the Void och den andra blev Shemhamforash som släpptes på bandets Myspace i juli 2009.
En video spelades in till Ov Fire And The Void i Wrocław med regissören Dariusz Szermanowicz och Grupa 13. Den lades upp på Behemoths Youtube 6 augusti men togs bort med motiveringen att den stred mot användarvillkoren på sidan. Dagen därpå publicerades en alternativ video, till viss del censurerad som kan beses om besökaren loggar in och är över 18 år.
Albumet fick ett positivt mottagande med entusiastiska recensioner bland annat på sajterna Global Domination och Metal Invader Albumet placerade sig första veckan på plats 17 på finska försäljningslistan. Veckan därpå hade den placerat sig på flera Europeiska listor, i Österrike som nummer 45, Tyskland nummer 59 samt Schweiz på plats nummer 88. 
I USA tog sig Evengelion in på Billboard-listan på plats nummer 55 och i hemlandet Polen intog albumet 21 augusti första platsen på försäljningslistan, den andra veckan efter utgivningen. Den 6 november hade Evengelion sålt guld i Polen.
Sommaren 2009 turnerade Behemoth bland annat i Nordamerika under Mayhem Festival 2009 tillsammans med Marilyn Manson, Slayer, Bullet For My Valentine, Trivium, Cannibal Corpse, God Forbid, Black Dahlia Murder och Job For A Cowboy. Under september–oktober genomfördes ett tiotal spelningar runt om i Polen och sedan lika många i Storbritannien. Därefter var Behemoth huvudband under Neckbreakers Ball-turnén i Europa med DevilDriver och Scar Symmetry som förband. Turnén gick bland annat till Frankrike, Tjeckien, Nederländerna, Danmark, Sverige och Tyskland.

### Nergals sjukdom och tillfrisknande (2010–2011)
Under första halvåret 2010 fortsatte Behemoth att turnera, och spelade bland annat i juni på Sonispherefestivalen i Polen. Inför bandets spelning på Sonisphere i Finland i augusti meddelades att Behemoth ställde in den och alla sina spelningar under de kommande månaderna på grund av sångaren Nergals sjukdomstillstånd. Utöver Sonisphere ställde bandet även in planerade spelningar i Ryssland, Vitryssland och Baltikum i oktober och november, samt Nordamerikaturnén Lawless States of Heretika med Watain, Withered och Black Anvil som var bokad för november och december samma år. Nergal hade diagnostiserats med leukemi och sjukdomen var så allvarlig att det var först efter en benmärgstransplantation som han kunde börja återhämta sig. Först 17 januari 2011, fyra veckor efter transplantationen kunde Nergal lämna hematologmottagningen på Uniwersyteckie Centrum Kliniczne. Därefter väntade månader av återhämtning innan frontmannen kunde börja spela gitarr och jobba med bandet igen.
I augusti 2010 släpptes en musikvideo till låten Alas, Lord Is Upon Me från albumet Evangelion, även denna gång producerades videon av bandet tillsammans med Grupa 13. Den ocensurerade versionen blev avstängd från Youtube, men kan ses på Metal Blades webbplats. DVD:n Evangelion Heretica, gavs ut av Nuclear Blast 5 november 2010 och innehåller två konserter, från Paris 2008 och från Warszawa 2010, samt dokumentärer och musikvideor. Dessutom medföljer en ljud-CD från Warszawa-konserten.

### The Satanist(2012–2016)
Efter Nergals tillfrisknande började Behemoth arbeta med ett nytt album och Nergal sa i en intervju med Blabbermouth 18 april 2012 att ungefär en tredjedel av materialet för ett nytt album då var skrivet. Planen var att skivan skulle ges ut i mitten av 2013. Det skulle dock dröja till början av 2014 innan albumet The Satanist gavs ut. Nergals svåra sjukdom förde trots allt även med sig positiva efterverkningar menade frontmannen i en intervju med Jonn Palmér Jeppson i Close-Up Magazine (2014). The Satanist är en mer personlig skiva än Behemoths tidigare album, och en skiva som Nergal är nöjd med trots det han själv uppfattar som en del brister i inspelningstekniken.
Bandet återupptog också turnerandet och en av de tidiga framträdandena efter Nergals sjukdomstid var på Close Up-båten i november 2012. Bandet skulle ha spelat på kanadensiska Mayhem-festivalen 2013 tillsammans med bland andra Amon Amarth, Rob Zombie, Mastodon och Children of Bodom, men fick ställa in den spelningen då trummisen Inferno blev sjuk och behövde genomgå en blindtarmsoperation.

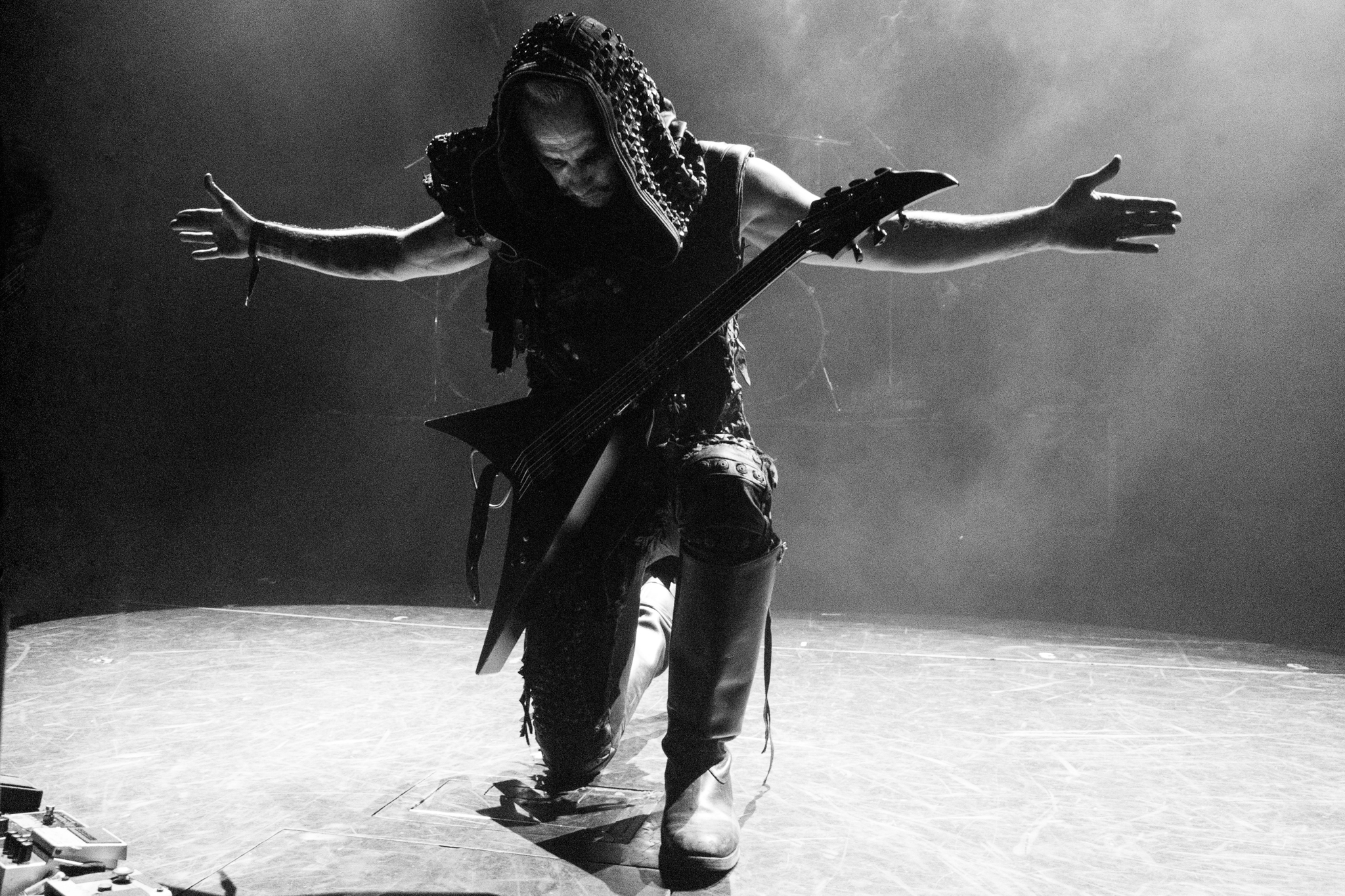
Nergal med Behemoth på "70000 Tons of Metal" 2015

The Satanist släpptes 3 februari 2014 i Europa, 4 februari i Nordamerika, 5 februari i Japan och 7 februari i Australien. Den australiska versionen innehåller även ett bonusspår, Ludzie Wschodu som är en cover på en 80-talslåt av det polska punkbandet Siekiera, och den japanska upplagan har därutöver två bonusspår till, Chant for Ezkaton 2000 E.V. samt Qadosh, båda ursprungligen från EP:n Ezkaton. Skivan producerades i Hertz Studio och mastrades av Sterling Sound. Albumet gavs ut av Nuclear Blast i Europa, Metal Blade i USA, Victor Entertainment i Japan och EVP Recordings i Australien. Behemoth har gjort musikvideor för spåren Blow Your Trumpets Gabriel, Ora Pro Nobis Lucifer, The Satanist, Ben Sahar och Messe Noire.
I juni 2014 deltog bandet i Downloadfestivalen i Donington Park i Leicestershire. I juli var bandet huvudakt på Carpathian Alliance Open Air Metal Festival i Ukraina. I januari 2015 deltog Behemoth i kryssningen 70000 Tons of Metal. Under 2015 genomförde bandet också en nordamerikaturné tillsammans med Cannibal Corpse, med Aeon och Tribulation som support.

### AmenochMesse Noir(2017–2018)
Sommaren 2017 turnerade Behemoth i Nordamerika tillsammans med Lamb of God och Slayer. Frontmannen Nergal sjöng också tillsammans med Tom Araya i Slayer-klassikern Evil Has No Boundaries vid framträdandet i Bonner, Montana. Behemoth släppte EP:n Amen i december 2017. EP:n består av två äldre låtar, Chant For Ezkaton 2000 E.V. (2008 års version) och Qadosh, liveinspelningar av Furor Divinus, Messe Noir och Amen samt en cover av Siekiera, Ludzie Wschodu.
I januari 2018 när det meddelades att Slayer gör en sista världsturné innan bandet läggs ner blev det klart att Behemoth är ett av de band som deltar vid avskedsturnéns konserter i Nordamerika. Övriga band är Anthrax, Lamb of God och Testament. Behemoth släppte en live-DVD, Messe Noir i april 2018. Boxen innehåller en DVD med konsertfilmer och videor samt en CD med konsertmusiken. Konserterna är från bandets spelning i Warsawa, Polen 8 oktober 2016 samt från Brutal Assault-turnén samma år. Därutöver ingår alla sex videor som gjorts till låtar från det senaste albumet The Satanist.

### I Loved You At Your Darkest(2018- )
I maj 2017 meddelade bandets frontman Nergal att Behemoth hade omkring ett dussin påbörjade låtar till ett kommande album och i november samma år meddelades att bandet påbörjat studioinspelningar. Första veckan i november begafann sig Nergal, Orion och Inferno i Monochrom Studio i Gniewoszów, Polen, för att spela in trummor till bandets elfte studioalbum. Musiktekniker vid inspelningstillfällena var Daniel Bergstrand och Haldor Grunberg. Nergal repeterade också med barn från en barnkör inför det nya albumet.
I början av maj spelade Behemoth en första låt live vilken skulle komma att ingå i det nya albumet. Låten heter "Wolves Ov Siberia" och den framfördes 5 maj på Pulp Summer Slam-festivalen i Filippinerna. Detta var också första gången någonsin som bandet höll en konsert i landet. Albumet I Loved You at Your Darkest släpptes 5 oktober 2018.

## Priser och utnämningar

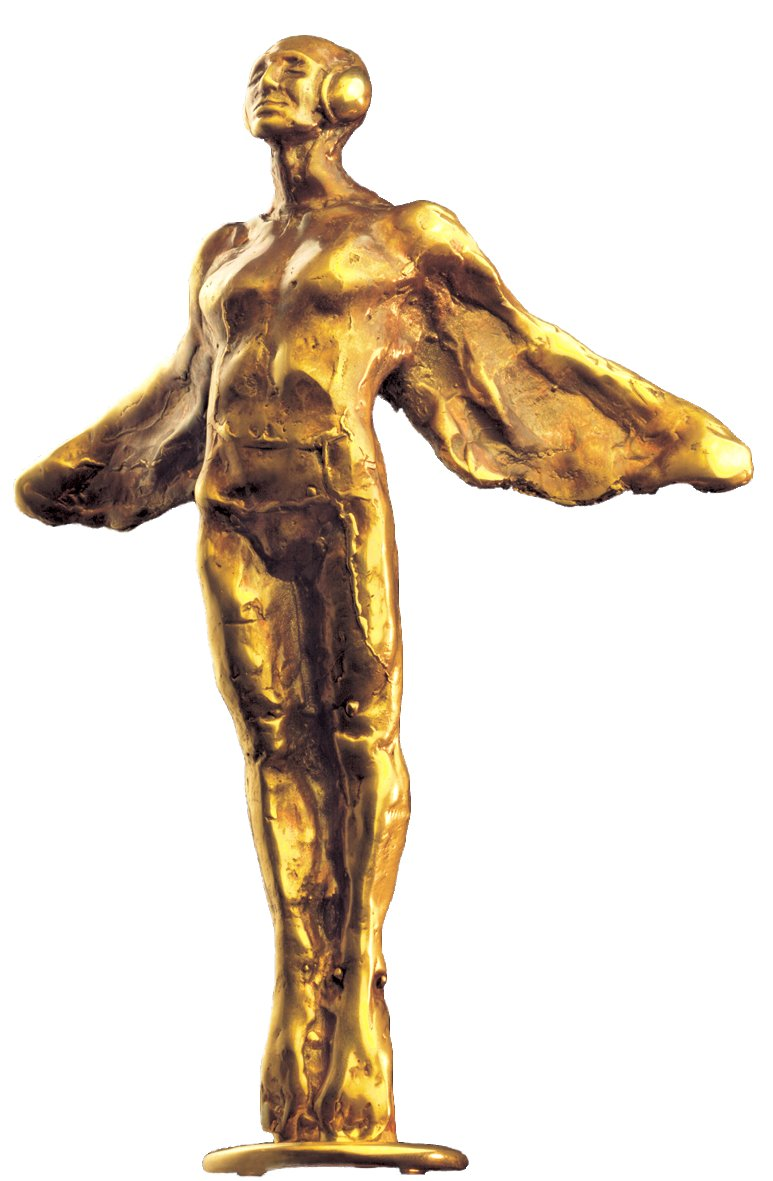
Fryderyk-statyetten

Behemoth erhöll polska Fryderyk-priset 2010 för Evangelion i kategorin bästa metalalbum. Även albumen Demigod, The Apostasy och The Satanist har varit nominerade till priset, som är Polens motsvarighet till Grammypriset.
Behemoth fick i januari 2011 ta emot utnämningen som 2010 års främsta polska artist av, enligt bandet själva, en av de största polska internetportalerna, onet.pl.

## Sidoprojekt
Nergal spelade trummor med black metal-bandet Mastiphal som bildades 1993, tillsammans med basisten Asmon och Zepar på sång, gitarr och violin. Gruppen spelade in en demokassett kallad Nocturnal Landscape som gavs ut i mars 1994. Mastiphal splittrades sedan sångaren Asmon internerats. Han spelade också bas på death metal-bandet Damnations album Rebel Souls som gavs ut 1996 av Malicious Records samt EP:n Coronation, vilken släpptes året därpå av Last Episode. Medlemmar i Damnation var också gitarristen Bart, sångaren och gitarristen Les (Leszek Dziegielwski), som även medverkat som gitarrist i Behemoth 1996 och 1998-99, samt Inferno som sedan 1997 är Behemoths trummis.

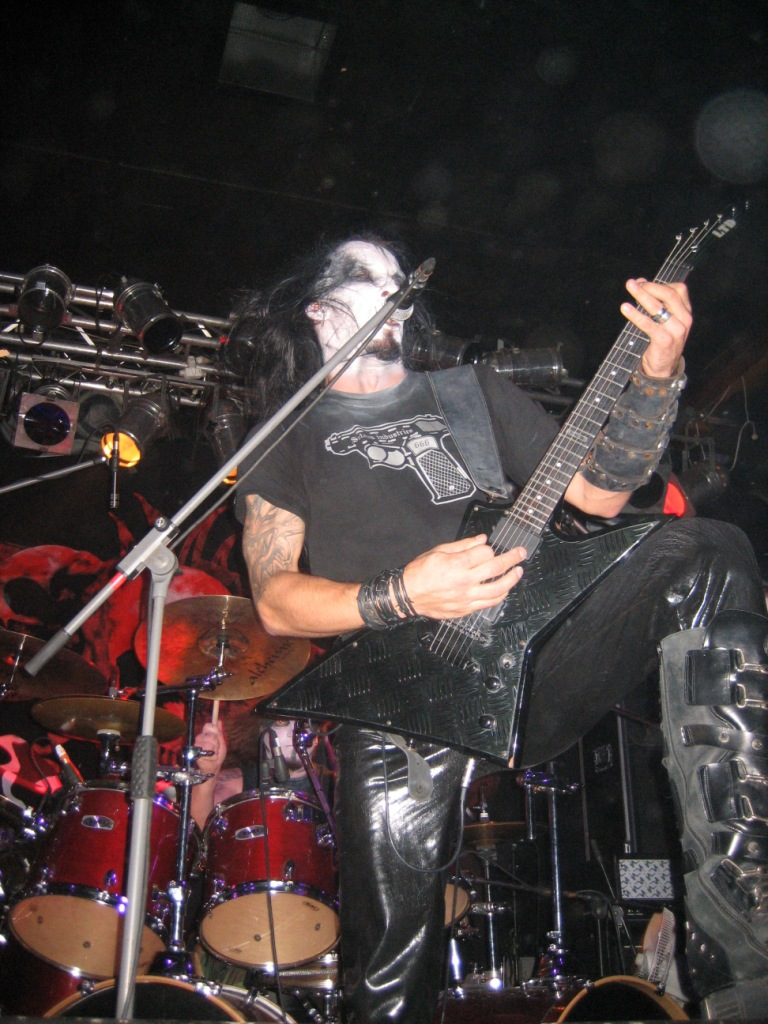
Vesania 2006, Tomasz Wróblewskis sidoprojekt

Under 1999 skapade Nergal, under namnet "Howlin' De Ville", stoner metal-bandet Wolverine tillsammans med gitarristen "Vel Trotzky", trummisen "John Wayne Orlowsky" och basisten "Nick Wolverine". Året därpå utgavs demon Million Hells. Nergal har även bidragit som sångare och basist på Hermhs tidiga utgivningar 1994–1995.Under bandnamnet Me And that Man släppte Nergal tillsammans med den brittisk/polska musikern John Porter albumet "Songs Of Love And Death" 24 mars 2017. Från albumet släpptes videor till låtarna My Church Is Black, Ain't Much Loving och Cross My Heart And Hope To Die.
Inferno medverkar även som trummis i detah metal-bandet Azarath som bildades 1998 och efter ett par demo-utgivningar släppte debutalbumet Demon Seed på Pegan Records 2001. Det sjätte fullängdsalbumet In Extremis gavs ut av Agonia Records 7 april 2017. Han var även Damnations trummis på albumet Rebel Souls och EP:n Coronation Inferno bidrar även med trumspelet på Witchmasters album Masochistic Devil Worship (2002), Witchmaster (2004) och, efter återföreningen, Antichristus ex Utero (2014).
Basisten Tomasz "Orion" Wróblewski bildade 1997 det symfonisk black metal-bandet Vesania, bland annat tillsammans med trummisen Darek "Daray" Brzozowski som också var Vaders trumslagare 2005-2008 och spelar live med Dimmu Borgir sedan 2008. Wróblewski sjunger och spelar gitarr i bandet och Vesania har gett ut fyra fullängdsalbum varav det senaste, Deus ex Machina, gavs ut 2014. Orion var tidigare även basist i doom/gothic metal-bandet Neolithic som gav ut två fullängdsalbum, 1996 och 2003, innan bandet splittrads. Heavy metal-bandet Black River bildades 2008 av Orion, Daray och ytterligare två medlemmar från det splittrade Neolithic, sångaren Maciek Taff och gitarristen Piotr "Kay" Wtulich. Dessutom medverkar gitarristen "Art". Bandet släppte sitt självbetitlade debutalbum i maj 2008 och året efter släpptes fullängdsalbumet Black'n'roll. Ett samlingsalbum, kallat Trash, gavs ut 2010.

## Kontroverser

### Gdynia 2007
Behemoths sångare Adam "Nergal" Darski anklagades för att ha ”sårat religiösa känslor” vid en konsert i Gdynia 2007, då han bland annat betecknade katolska kyrkan som ”den mest mordiska sekten på planeten” och på scen slet sönder en bibel, vilken han kallade ”en bok fylld av lögner”. Efter flera rättegångar beslutade Polens högsta domstol i oktober 2012 att Darski kunde vara skyldig till brottet, trots att han inte agerat med "direkt avsikt" att göra det. Målet återfördes till en lägre instans där han befanns skyldig, dock avvisades ärendet efter överklagande, då preskriptionstiden hade löpt ut. Nergal har hela tiden hävdat att hans agerande ska ses som en del av Behemoths scenframträdande och därmed inte borde ha behandlats av domstol.

### The Republic of the Unfaithful 2017-2018
Hösten 2017 anklagades Behemoth för att deras designkläder under märket "The Republic of the Unfaithful" ansågs håna Polens statsvapen. Nergal förklarade i ett uttalande att han fått stöd bland annat av heraldiker i uppfattningen att örnen på bandets t-shirt utan krona inte kan ses som samma symbol som örnen på det polska statsvapnet. Han framhåller också att han uppfattar anklagelserna som ett sätt att försöka tysta honom själv och att begränsa den konstnärliga friheten i allmänhet. Nergal tillägger att t-shirten är Behemoths bäst säljande sådan och frågar retoriskt vad som ska hända med dem som bär den eller har symbolen tatuerad på kroppen.
I januari 2018 blev Adam "Nergal" Darski, tillsammans med designern Rafał Wechterowicz och bandets webbansvarige Maciej G., formellt anklagad för att ha hånat det polska statsvapnet, vilket är straffbart i Polen. Alla tre har förklarat sig oskyldiga. Om de skulle fällas för överträdelsen kunde de dömas till böter och upp till ett års fängelse.
I mitten av april blev det klart att det inte skulle bli någon domstolsförhandling och att fallet läggs ned. Nergal meddelade 16 april att designen snart skulle vara tillbaka i bandets försäljning och refererade som en kommentar till fallet till filosofen och författaren Albert Camus: "The only way to deal with unfree world is to become so absolutely free so your existence becomes an act of rebellion".  

## Medlemmar
Nuvarande medlemmar
- Nergal (Adam Darski) – gitarr, sång (1991– ), basgitarr (1991–1995), keyboard (1999)
- Inferno (Zbigniew Robert Promiński) – slagverk (1997–1999, 1999– )
- Orion (Tomasz Wróblewski) – basgitarr, bakgrundssång (2004– )

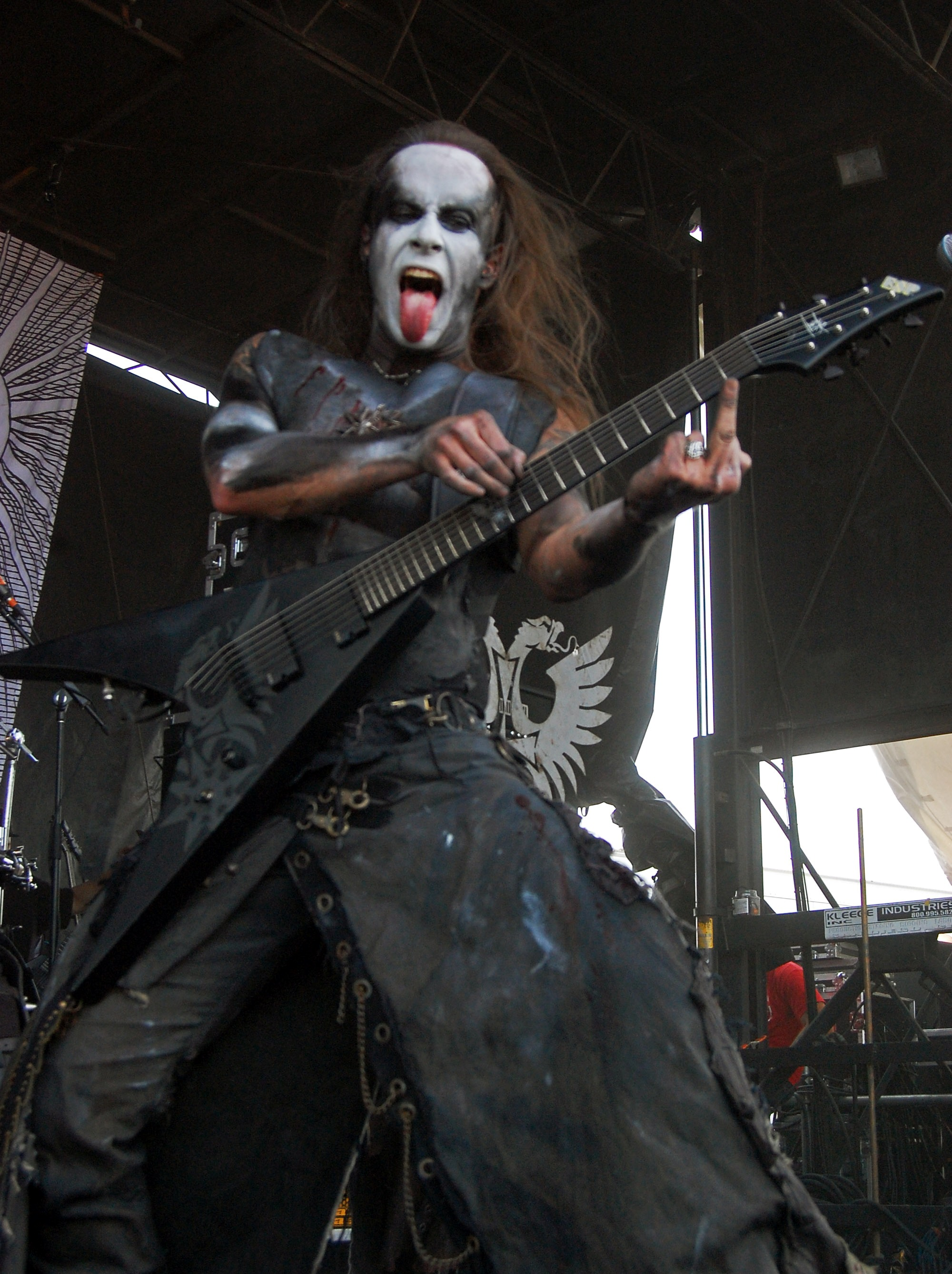
Nergal
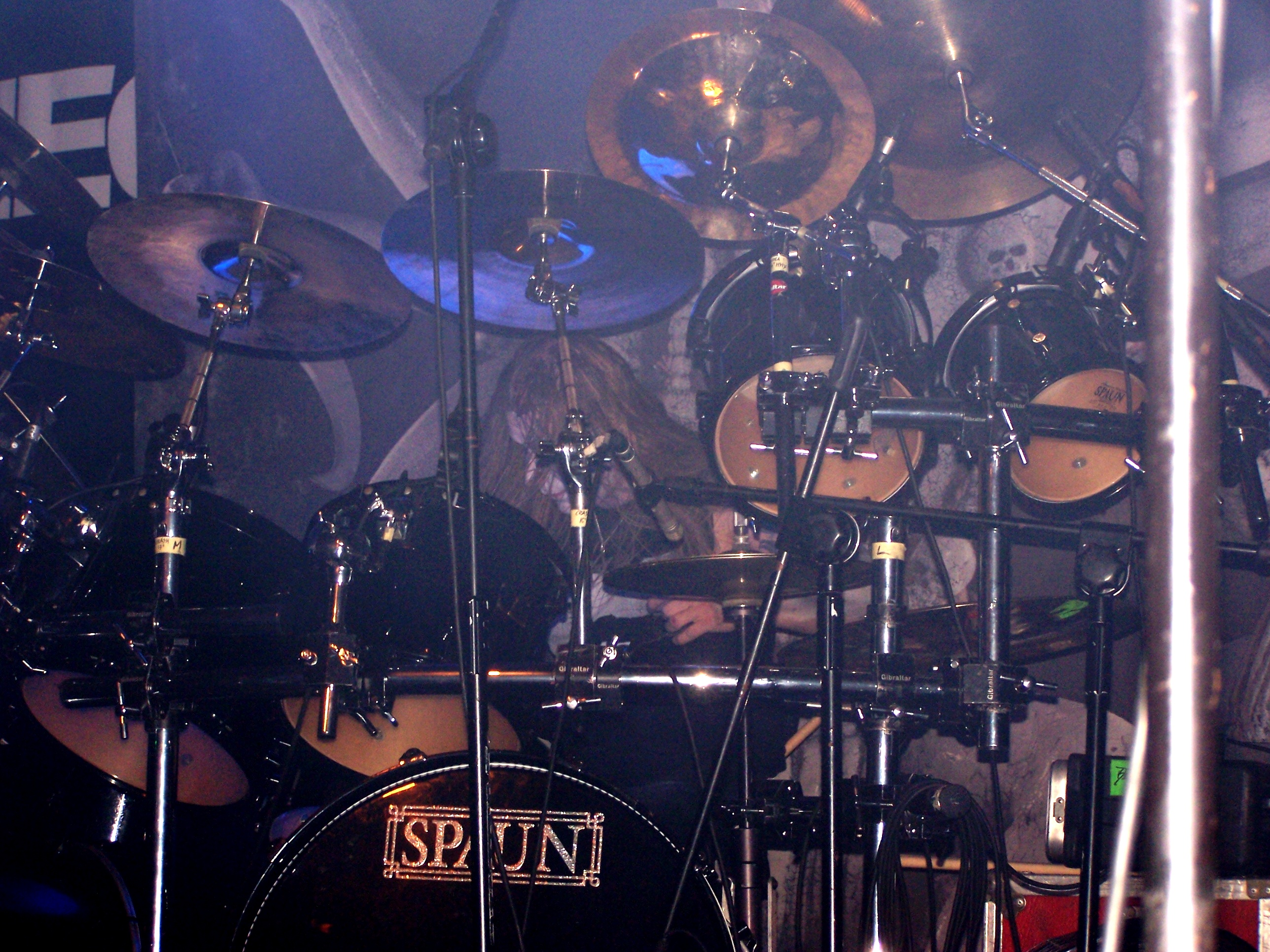
Inferno
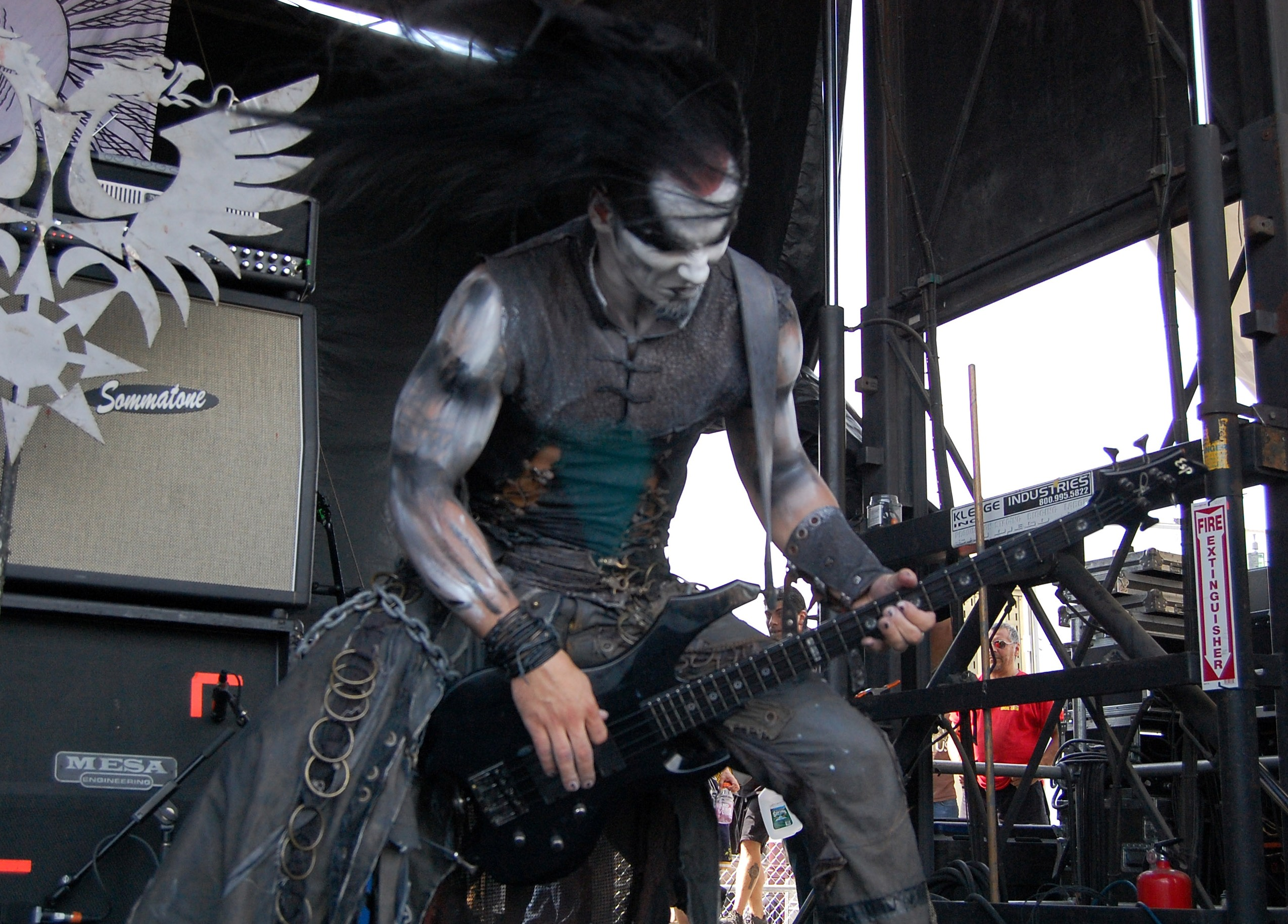
Orion
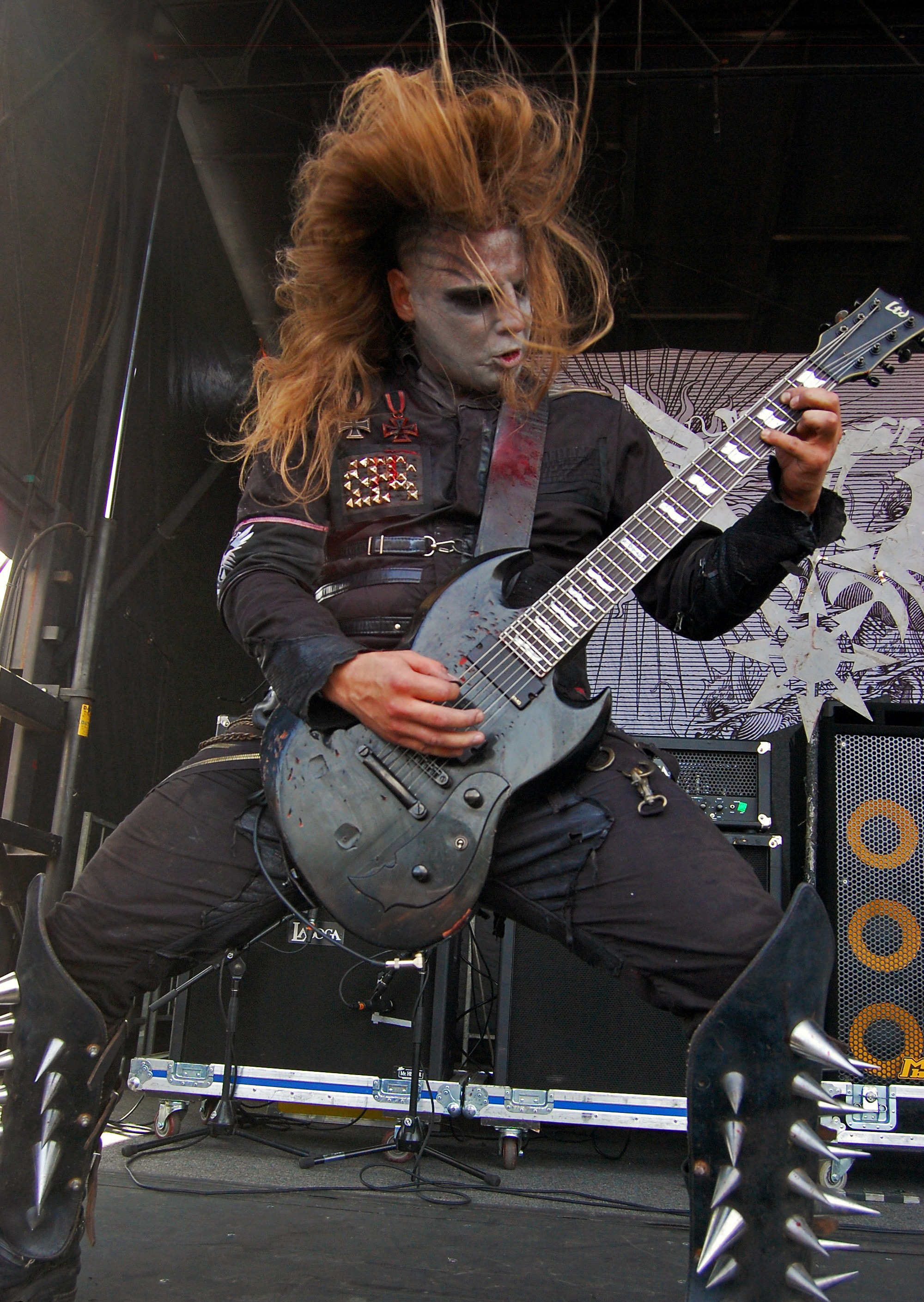
Seth (live)

| Turnerande medlemmar - Seth (Patryk Sztyber) – gitarr (2004– ) - Bruno (Bartłomiej Waruszewski) – basgitarr (1999) - Novy (Marcin Nowak) – basgitarr (2000–2003) - Istvan Lendvay – basgitarr (2003) - Stoker (Michał Stopa) – gitarr (2004) - Krimh (Kerim Lechner) – trummor (2013) - Adam Sierżęga – trummor (2013, 2016– ) | Tidigare medlemmar - Desecrator (Adam Malinowski) – gitarr, basgitarr (1991–1992) - Baal Ravenlock (Adam Muraszko) – slagverk (1991–1996) - Frost / Browar (Rafał Brauer) – basgitarr (1992–1993) - Les L.Kaos (Leszek Dziegielwski – gitarr, basgitarr (1996, 1998–1999) - Mefisto – basgitarr (1997–1998) - Havok (Mateusz Maurycy Śmierzchalski) – gitarr (2000–2004) - Adam Sierżęga – trummor (2013) |

## Diskografi
| - Endless Damnation (1992) - The Return of the Northern Moon (1992) - ...From the Pagan Vastlands (1993) - Sventevith (Storming Near the Baltic) (1995) - Grom (1996) - Pandemonic Incantations (1998) - Satanica (1999) - Thelema.6 (2000) - Zos Kia Cultus (Here and Beyond) (2002) - Demigod (2004) - The Apostasy (2007) - Evangelion (2009) - The Satanist (2014) - I Loved You at Your Darkest (2018) - Opvs Contra Natvram (2022) - The Shit ov God (2025) - Live Eschaton: The Art of Rebellion (2000) - At the Arena ov Aion – Live Apostasy (2008) - Live Barbarossa (2014) - Live at the BBC (2015) - And the Forests Dream Eternally (1993) - Bewitching the Pomerania (1997) - Antichristian Phenomenon (2001) - Conjuration (2003) - Slaves Shall Serve (2005) - Ezkaton (2008) - Xiądz (2014) | - "Endless Damnation" (1992) - "Antichristian Phenomenon" (2000) - "The Apostasy - Inner Sanctum" (2007) - "Blow Your Trumpets Gabriel" (2013) - Chaotica The Essence of The Underworld (2003) - Demonica (2006) - Abyssus Abyssum Invocat (2011) - Xiądz / Blow Your Trumpets Gabriel (2014) - Thy Winter Kingdom / ...from the Pagan Vastlands (2015) - Amen (2017) - Live Eschaton: The Art of Rebellion (VHS/DVD) (2000) - Crush.Fukk.Create: Requiem for Generation Armageddon (DVD) (2004) - Evangelia Heretika (DVD) (2010) - Messe Noir (DVD) (2018) |